# Hồ Eğirdir
Eğirdir (tiếng Thổ Nhĩ Kỳ: Eğirdir Gölü, trước đây là Eğridir) là một hồ nằm trong khu vực các hồ Thổ Nhĩ Kỳ, cách 186 km (116 dặm Anh) về phía bắc thành phố Antalya. Với diện tích khoảng 482 km², nó là hồ lớn thứ tư tại Thổ Nhĩ Kỳ đồng thời là hồ nước ngọt lớn thứ hai của quốc gia này.

## Tên gọi
Thị trấn và hồ trước đây được gọi là Eğridir, cách phát âm trong tiếng Thổ Nhĩ Kỳ của tên gọi tiếng Hy Lạp cổ của thị trấn Akrotiri. Tuy nhiên, Eğridir có nghĩa là "kẻ quanh co" trong tiếng Thổ Nhĩ Kỳ. Vì thế, để loại bỏ ý nghĩa tiêu cực trong tên gọi đó, trong thập niên 1980 thì "i" và "r" được đảo chỗ trong tên gọi chính thức mới, vì thế tạo ra từ Eğirdir, một tên gọi gợi lên sự xoay tròn và hoa, mặc dù nhiều người tại Thổ Nhĩ Kỳ vẫn còn gọi cả thị trấn lẫn hồ này theo tên gọi cũ.

## Đảo
Hồ Eğirdir có 2 hòn đảo, được nối vào đất liền bằng một đường đắp cao và dài vào thị trấn Eğirdir:
- Can Ada (nghĩa là "đảo Sinh Tồn") là đảo nhỏ hơn trong số hai đảo này.
- Yeşil Ada (nghĩa là "đảo Xanh", trước đây gọi là Nis) - cho tới tận năm 1923 là quê hương của một cộng đồng người Hy Lạp sinh sống trong các ngôi nhà xây dựng bằng đá và gỗ.